# Ordre royal d'Espagne
L’ordre royal d'Espagne est un ordre de chevalerie du royaume d'Espagne créé par Joseph Bonaparte.

## Historique
L’ordre royal d’Espagne avait d’abord été institué par le roi Joseph, le 20 octobre 1808, sous le titre d’ordre royal et militaire, afin de récompenser les hauts faits militaires et d'attacher à sa cause les Espagnols, et de récompenser ceux d'entre eux qui avaient embrassé son parti.
Le terme militaire fut supprimé par le décret d’organisation du 18 septembre 1809, et les officiers civils devinrent, comme les militaires, aptes à porter la décoration de l’ordre royal.
Pour former une dotation à son ordre royal, Joseph supprima, par un décret daté aussi du 18 septembre, tous les ordres civils et militaires existant en Espagne, à l’exception de celui de la Toison d'or. Ces ordres étaient : celui de Charles III, récemment institué et devenu le premier de tous, les ordres anciens et fameux de Saint-Jacques (« Santiago »), de Calatrava, de Montesa et d'Alcántara. Une disposition du décret étendait la mesure de suppression « aux langues » de l'ordre souverain de Malte.
L'ordre fut aboli lorsque le roi Ferdinand VII remonta sur le trône d'Espagne et par ordonnance royale de Louis XVIII du 19 juillet 1814. L'ordre perdit de facto toute légalité, mais Joseph continua le distribuer jusqu'à sa mort en 1844.
Pour leur part les patriotes espagnols se moquèrent beaucoup de l'Ordre, qu'il surnommèrent « la cruz de la Bererjena » (en français : « la croix de l'aubergine »).
L'organisation était à la fois civile et militaire, et les membres se divisaient en trois classes. Cet ordre devait se composer de :
- 50 grands cordons sans revenu fixe, mais pouvant posséder des commanderies ;
- 200 commandeurs jouissant d’une pension annuelle de 30 000 réaux (7 500 fr.) ;
- 2 000 chevaliers, avec une pension de 1 000 réaux (250fr.) par an.

## L'insigne
- Aspect général : inspirée de l'ordre royal des Deux-Siciles, la décoration, suspendue à un ruban rouge, était une étoile d’or à cinq rayons, surmontée d’une couronne ; les rayons émaillés en rubis.
- Sur la face, dans un fond d'or : le lion « d'Aragon » (selon les différentes source citées plus bas, ou plutôt celui de Léon), autour, dans un cercle d'émail blanc l'inscription latine « Virtute et fide » sur fond bleu.
- Au revers, on trouvait la tour de Castille, inscription « JOSEPH NAP. REX HISP. ET IND » sur fond bleu.

Les grands cordons portaient en outre au côté gauche une plaque à rayons d’argent. Le lion en or, de même que l'inscription. Il en existe tout argent, Lion et inscription en or, ou broderie et métal mélangés.

Insignes de l'ordre
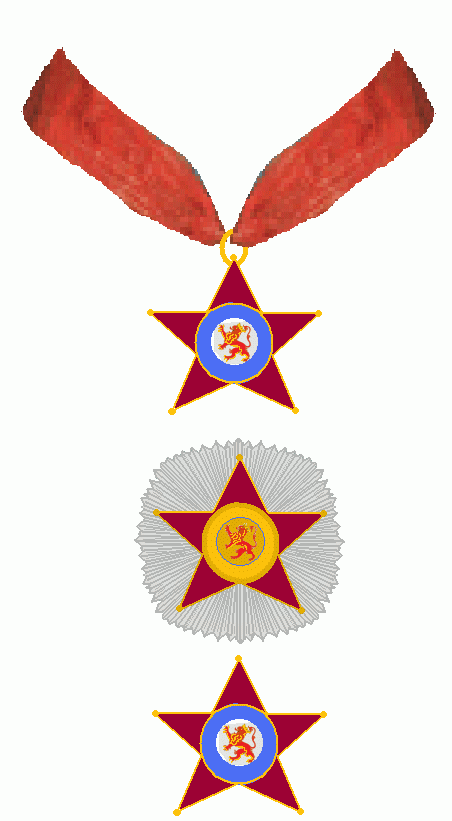
Croix et plaque de grand commandeur, croix de chevalier
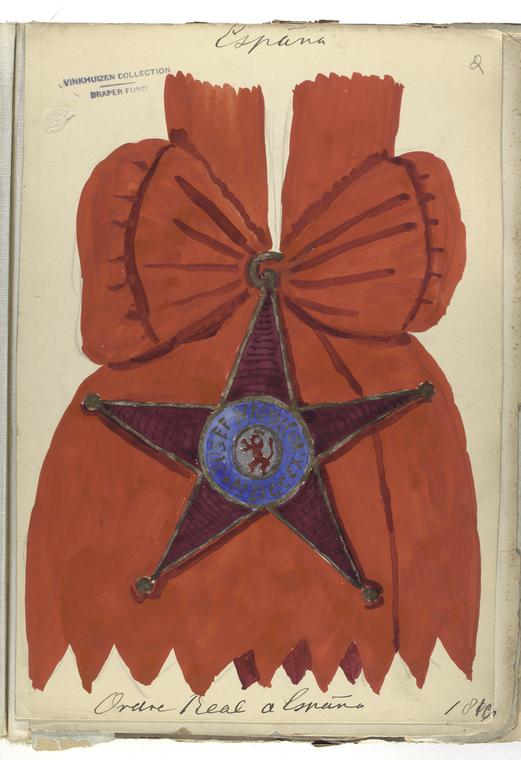
« Grand-croix »

## Quelques membres

Le grand maître
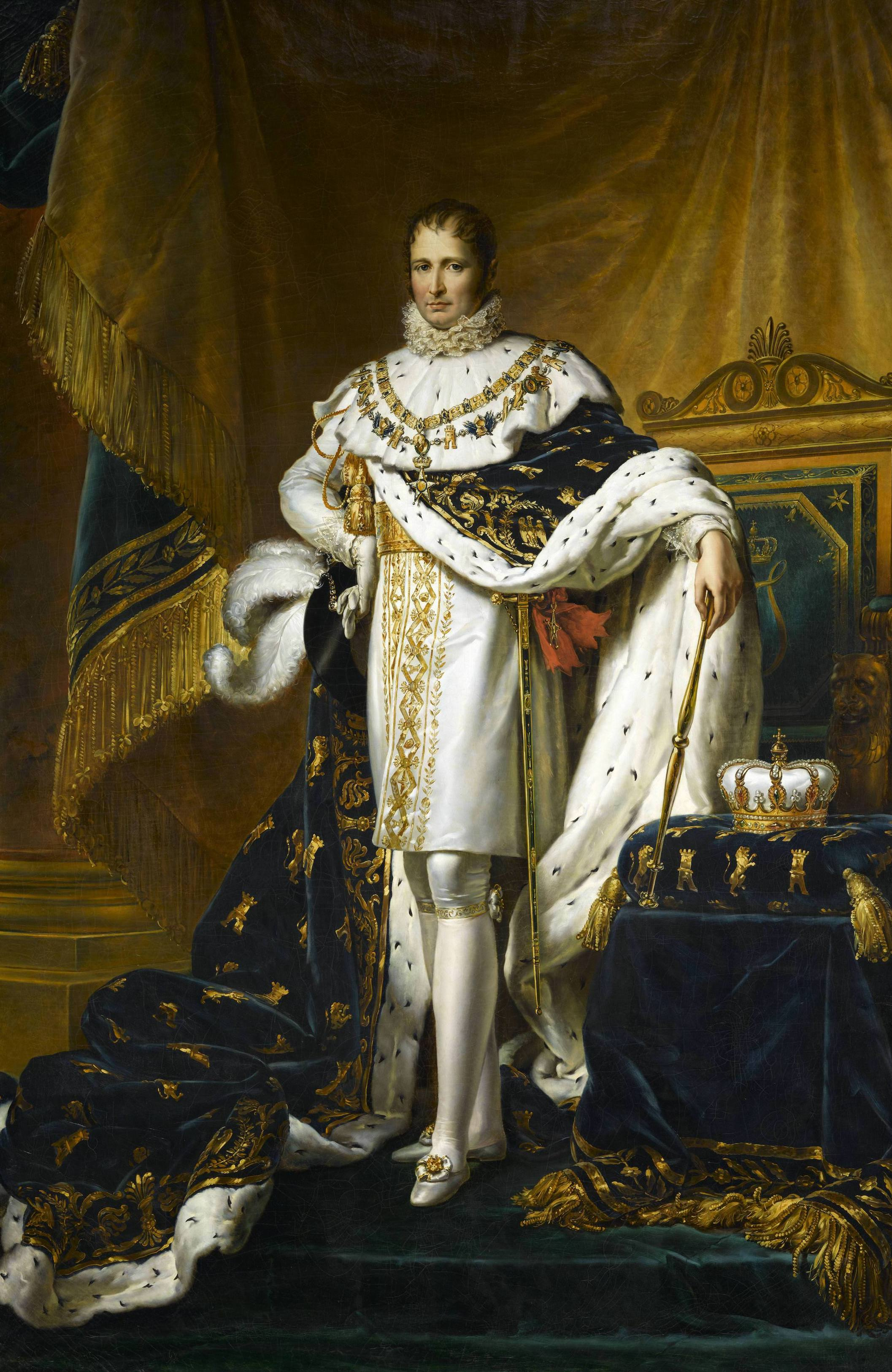
Joseph, roi d'Espagne, en grand costume royal et portant le collier de l'Ordre (François Gérard, vers 1808)
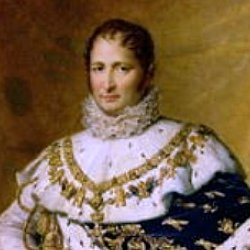
Détail de l'œuvre précédente
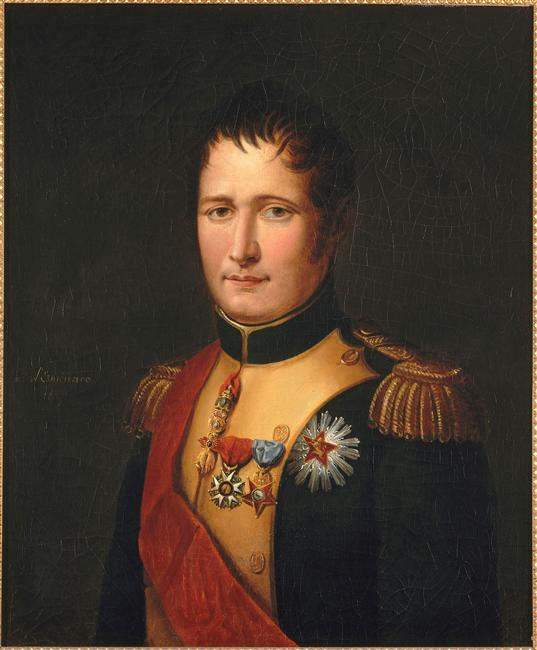
Joseph Bonaparte, portant les croix de la Légion d'honneur et des Deux-Siciles et la grand'croix de l'ordre royal d'Espagne, (Inès Esménard, 1837)

### Grands cordons
- Miguel José de Azanza[3] ;
- Jean Baptiste Alexandre Stroltz[4] (15 février 1811) ;

### Commandeurs
- Antoine Aymard ;
- Juan Antonio Llorente ;
- Guillaume Balestrié, colonel du régiment royal-irlandais (Espagne)[5],[6] ;
- Joseph Léopold Sigisbert Hugo ;
- François Joseph Marie Clary (1786-1841) ;

### Chevaliers
- Alexis-François Aulagnier ;
- Domingo de Cabarrús y Galabert (11 mars 1810) ;
- Leandro Fernández de Moratín ;
- Francisco de Goya ;
- Jean-Baptiste Auguste Marie Jamin (19 novembre 1810)
- Louis-Joseph Hugo (25 octobre 1809) ;
- François-Juste Hugo[7] ;
- Antoine Clouet

Portrait de quelques membres décorés
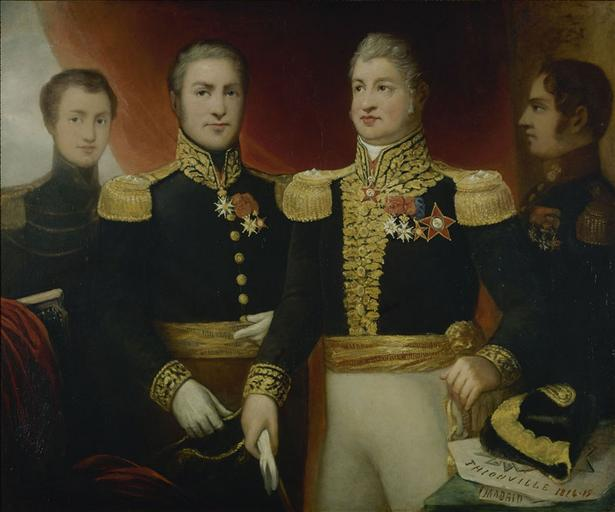
Le Général Léopold Hugo avec deux de ses frères et son fils Abel[8] (Julie Hugo (Paris, 1797 ; Paris, 1869), entre 1820 et 1860, maison de Victor Hugo).
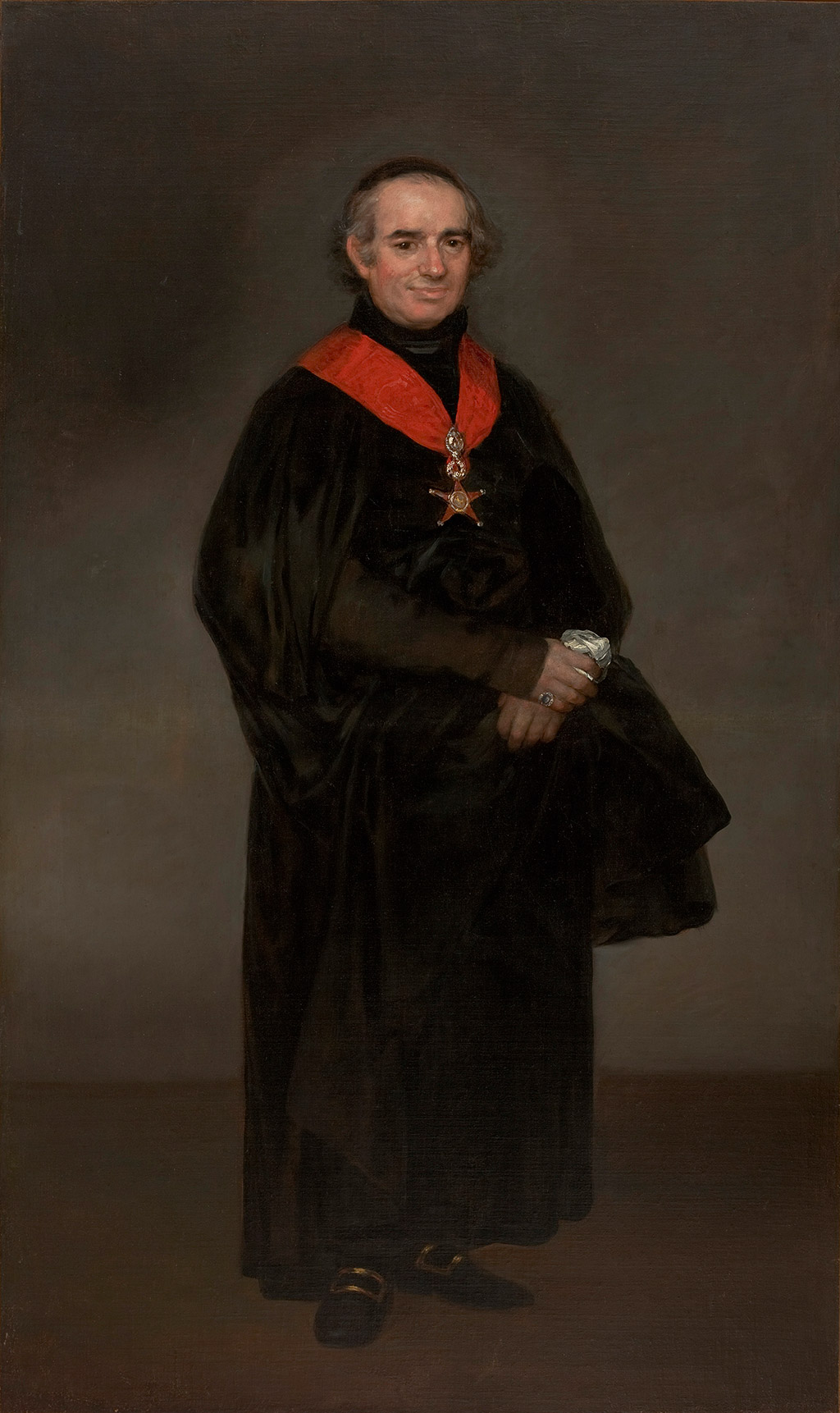
Juan Antonio Llorente (Francisco de Goya, 1810-1811). Le prêtre porte la croix de chevalier commandeur en sautoir, usage des ecclésiastiques.
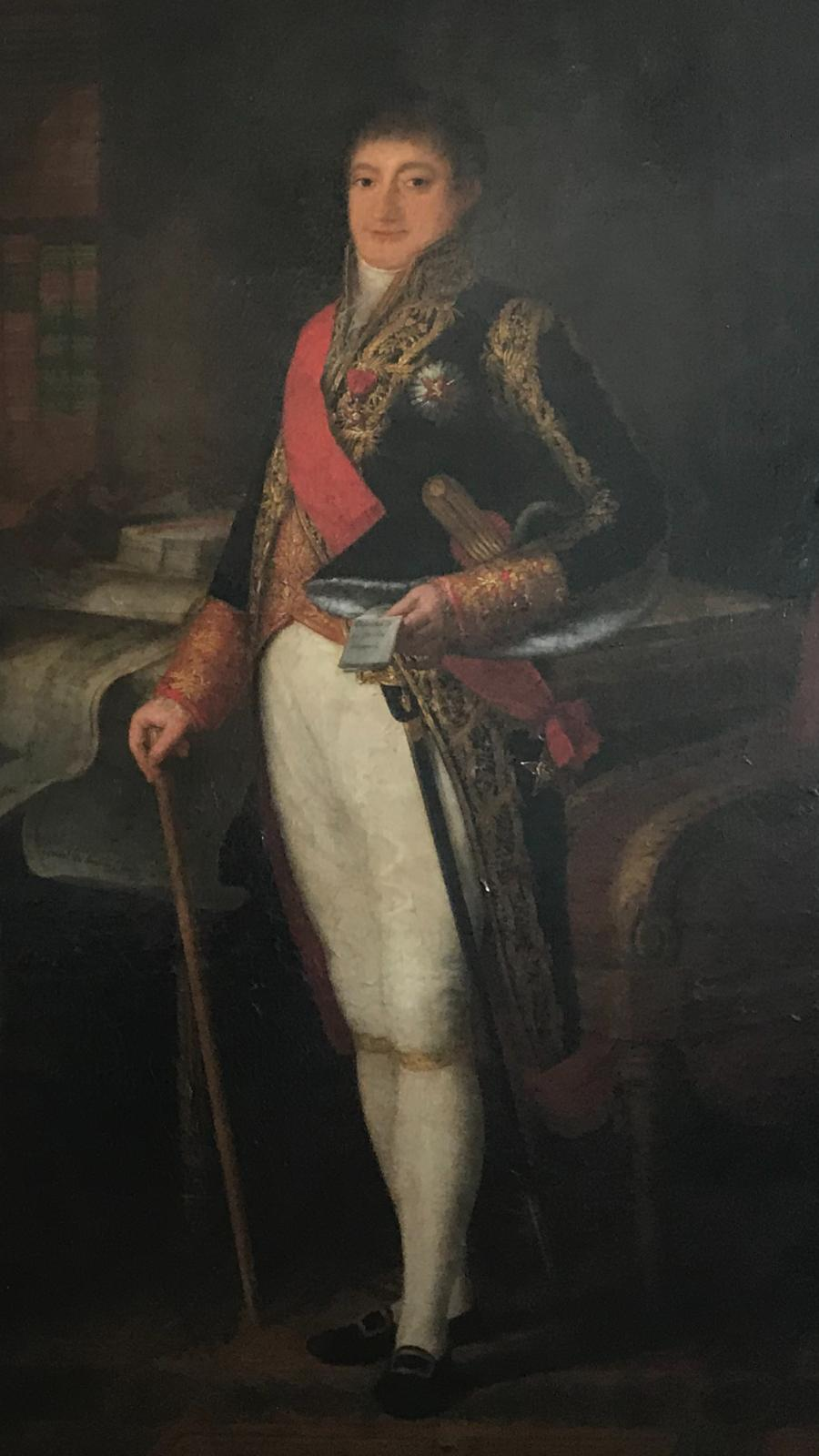
Domingo de Cabarrús y Galabert
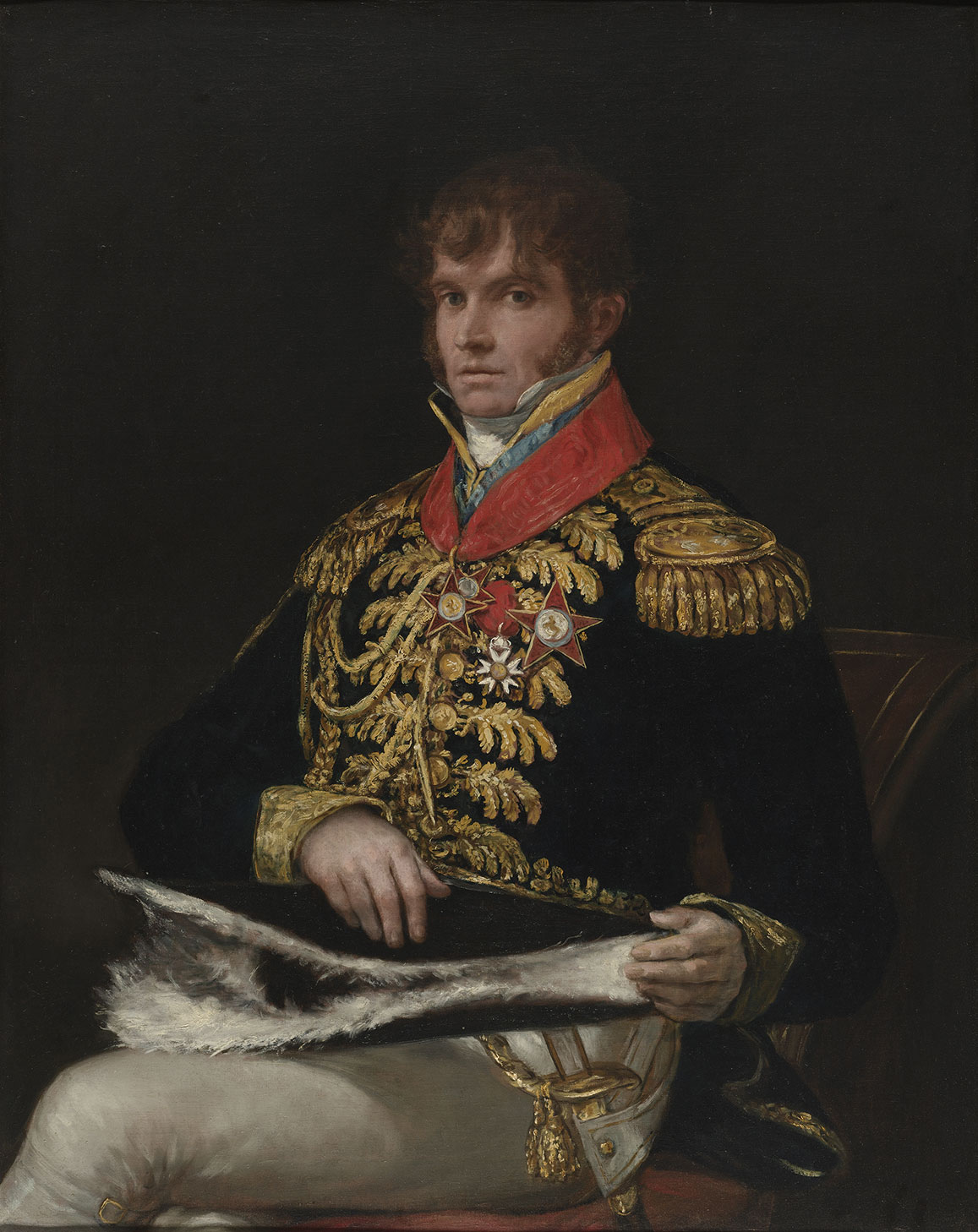
Nicolas Guye, par Francisco de Goya, 1810